# Forthing S500

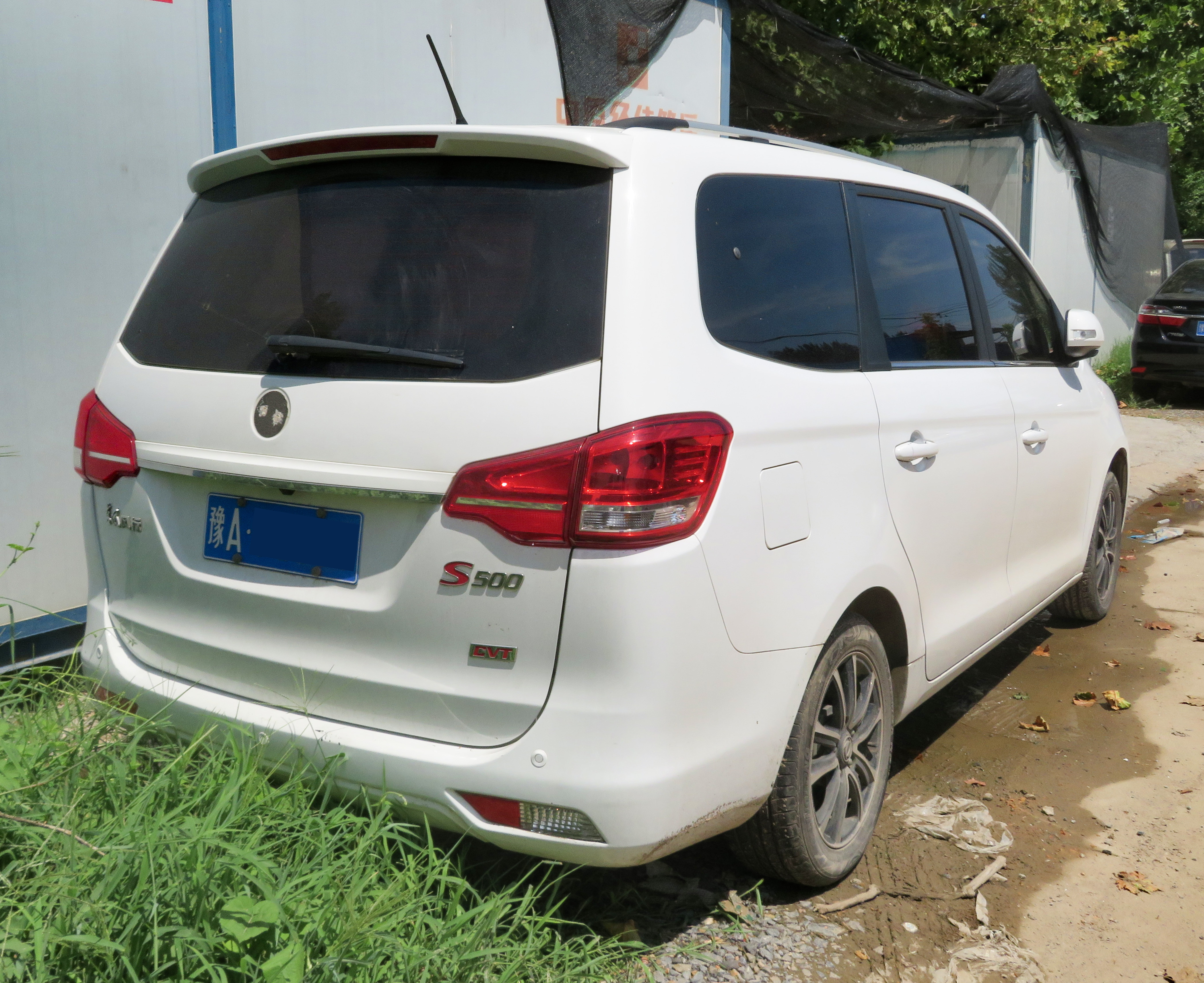
Вид сзади

Forthing S500 — выпускающийся с 2015 года компактвэн суббренда Forthing китайского автопроизводителя Dongfeng.

## Описание
Fengxing S500 дебютировал в апреле 2015 года на автосалоне в Шанхае.
По сути, это семиместный минивэн в конфигурации 2-2-3. Цены варьируются от 65000 до 99900 юаней.
Продажи автомобиля начались в ноябре 2015 года.

## Технические характеристики
Forthing S500 оснащается бензиновыми двигателями объёмом 1,5—4 литра, каждый из которых сочетается в паре с пятиступенчатой механической трансмиссией или же с вариатором.